# San Giovanni Lupatoto
San Giovanni Lupatoto – miejscowość i gmina we Włoszech, w regionie Wenecja Euganejska, w prowincji Werona.
Według danych na rok 2004 gminę zamieszkiwało 20 887 osób, 1160,4 os./km².